# Plattner Kunstgraben
Der bis heute funktionierende Plattner Kunstgraben (auch Plattner Graben, Erbwassergraben; tschechisch Blatenský příkop) führte einst Wasser des Schwarzwassers (Černá) den Bergwerken der Bergstadt Platten (Horní Blatná) in Tschechien am Plattenberg (Blatenský vrch) als Aufschlagwasser zu. Er ist der längste Kunstgraben im böhmischen Teil des Erzgebirges.

## Verlauf
In einer Höhe von 978 m n.m. (bei der nicht mehr existierenden Neumühle nahe Gottesgab (Boží Dar)) zweigt der fast zwei Meter breite Graben vom Schwarzwasser ab. Dann führt er Richtung Westen, vorbei an den Försterhäusern (Myslivny) nach Seifen (Ryžovna). Nach Seifen schlägt er einen Bogen um Irrgang (Bludná). Bei km 8,5, an der Straße von Irrgang nach Zwittermühl (Háje), wurde das Wasser des Grabens für das Wasserrad der Grube Hilfe Gottes genutzt. Der Graben verlor dadurch 18 m an Höhe. Er durchquert dann die Wüstung Todtenbach (Mrlina) und führt weiter den Höhenlinien folgend um den Plattenberg. Danach wendet er sich nach Süden, wo er nach 11,6 km bei 946 m n.m. den nördlichen Rand von Platten erreicht. Der Höhenunterschied beträgt 30 Meter. Hier nimmt er an der alten Papierfabrik die Wässer des Schlackenwerther Grabens auf und wird ab hier als Erbwassergraben bezeichnet. In Platten ist er heute größtenteils verrohrt. Nach 12,85 km mündet er bei 848 m n.m. in einen kleinen Stausee am Breitenbach (Blatenský potok). Der Schlackenwerther Graben bezog sein Wasser aus der Weißen Wistritz (Bíla Bystřice), die südwestlich von Irrgang (Bludná) entspringt.

## Geschichte
Nachdem Heinrich von Könneritz 1535 die Genehmigung zum Bau einer Schmelzhütte und vier Pochwerken erhalten hatte, wurde der Bau eines  Kunstgraben notwendig. Zwischen 1540 und 1544 wurde der 11,6 km lange Graben angelegt.  Der Wasserbedarf der sich entwickelnden Zinnbergwerke, Pochwerke und Schmelzhütten konnte nicht mehr durch natürliches Aufkommen gedeckt werden.
Baumeister war Stephan Lenk (Stefan Lenck). Für Kontrollgänge und die Wartung des Wasserlaufs wurden auf beiden Seiten 1,5 bis 2 m breite Dämme errichtet. Um Schneeverwehungen zu verhindern, wurden beide Seiten des Grabens dicht mit Fichten bepflanzt. Außerdem wurden viele Abschnitte im Winter mit Stangenholz und Fichtenzweigen gegen Einfrieren und Einschneien geschützt. An vielen Stellen wurde der Wasserzufluss mit Dämmen, Schleusen, Ablaufwehren und Ableitungskanälen reguliert. Bei Hochwasser wurde je ein Teil über die Seitenmulden zurück in das Schwarzwasser abgelassen. Da der Wassergraben in seinem Lauf zahlreiche örtliche Straßen und Bäche überquerte, wurden mehrere Stege, Brücken und Gerenne gebaut, von denen eine unweit der Försterhäuser bis heute erhalten geblieben ist. Der Graben wurde durch eine Holzverschalung befestigt. Auf der Talseite ist diese durch aufgeschüttete Dämme geschützt. Der Plattner Stadtrat beschäftigte mehrere Aufseher, welche regelmäßige Kontrollgänge entlang des Grabens durchführen und auftretende Mängel beseitigen sollten. 

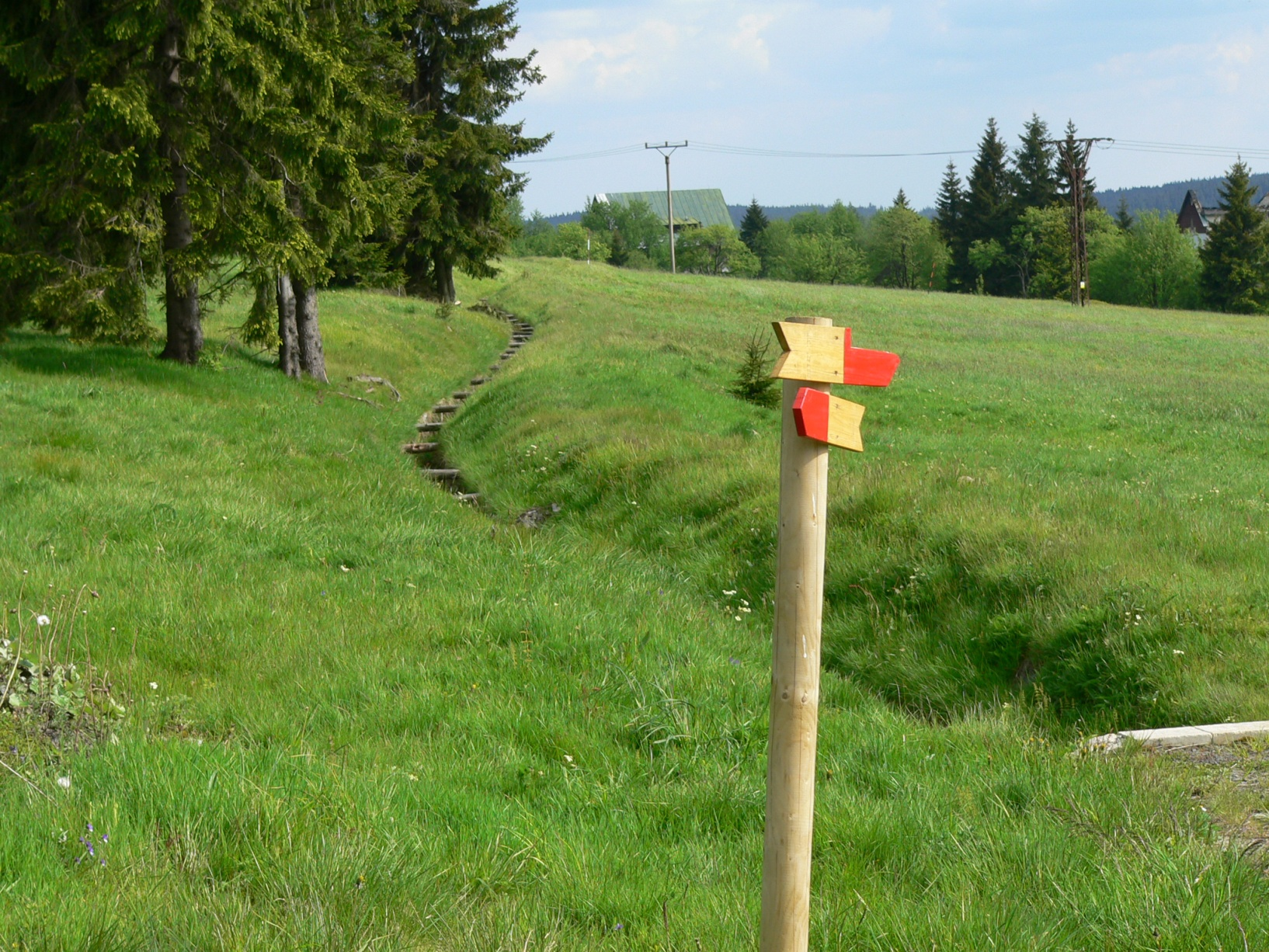
Der Kunstgraben bei Horní Blatná

Der Plattner Graben hatte große wirtschaftliche Bedeutung. Er versorgte einen großen Teil der Plattner Gruben, Zinnwäschen und Erzmühlen mit Wasser und gewährte ausreichend Wasser beim Löschen von Bränden. Sein Bau löste eine deutliche Belebung des Bergbaus am Plattenberg aus, wo zahlreiche neue Gruben entstanden. Bereits 1541 gab am Graben 15 neue Pochwerke und zahlreiche Hütten.
Über das Wasser und die Nutzungsrechte des Grabens führten die Plattner in der Vergangenheit zahlreiche Streitigkeiten mit Grubenbesitzern und Zinnwäschern aus Gottesgab und Seifen, besonders in den Jahren 1564 und 1615. Über die störenden Eingriffe der Nachbarn beschwerte sich der Plattner Stadtrat bis nach Prag und Wien. Am 1. Juni 1570 erhielt er daraufhin vom Römisch-Deutschem Kaiser, Maximilian II., in Prag einen Sondererlass, mit dem der Monarch den Schutz des Wassergrabens erklärte und Platten das Erbrecht erteilte, für immer und ewig Wasser- und Malzgebühren zu erheben. Dieses Privilegium wurde 1613 von Kaiser Matthias bestätigt. Noch vom Ende des 19. Jahrhunderts existieren dennoch Notizen über wiederholte Reibereien zwischen Platten und den Bewohnern Seifens und der Försterhäuser, die heimlich ihre Wiesen mit Grabenwasser bewässerten. Zeugnis der Bemühungen der Plattner, die zum Graben gehörenden Grundstücke präzise abzugrenzen und deren Unantastbarkeit zu sichern, sind die zahlreichen Grenzsteine, die auf beiden Seiten des Grabens gesetzt wurden. Auf diesen ist der Buchstabe E als Initiale des Wortes Erbwassergraben eingemeißelt. Einige dieser Grenzsteine stammen noch aus der Zeit um 1800.

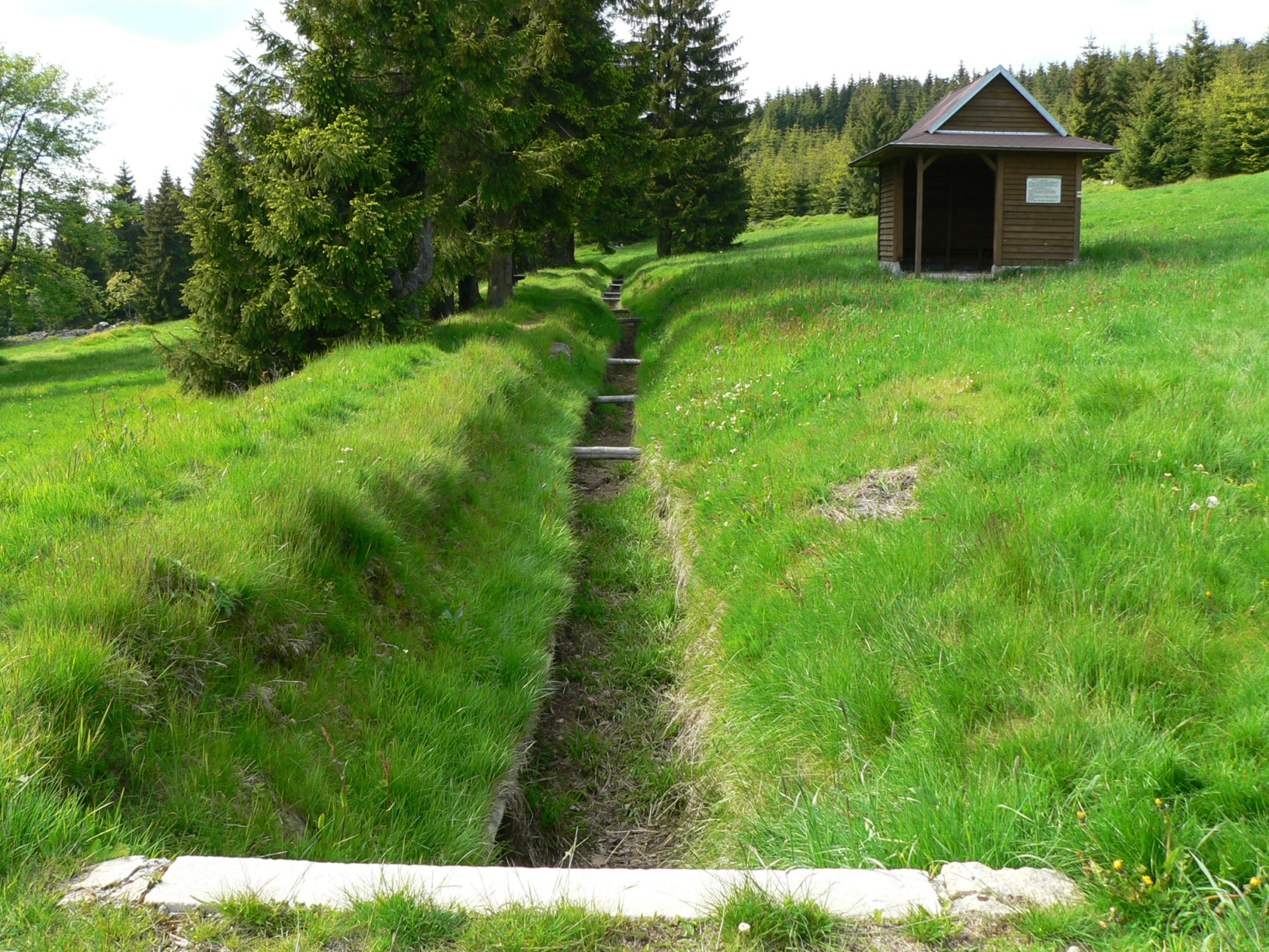
Der Kunstgraben bei Horní Blatná

Mitte des 19. Jahrhunderts verlor der Graben völlig seine Bedeutung für den Bergbau. Er wurde jedoch ausgiebig für Industriebetriebe genutzt und behielt auch weiterhin seine Bedeutung für den Brandschutz. Besitzer des Grabens wurde die 1872 in Platten gegründete Wassergraben-Handelsgesellschaft, deren Vorsitzender stets der Bürgermeister der Stadt Platten war. Ihren Besitz sicherte sie sich durch Eintragungen in den Grundbüchern, die einzelnen Gesellschafter zahlten Beiträge je nach Umfang des Nutzens aus dem Wassergraben. Diese Art von Eigentum und Verwaltung des Grabens hielt sich im Wesentlichen bis 1945. Die Wassergraben-Handelsgesellschaft kümmerte sich um alle notwendigen Instandhaltungsarbeiten und Reparaturen. Umfangreiche neuzeitliche Reparaturen erfolgten in den Jahren 1890 und 1920. Nach der letzten Regulierung 1920 wurden auf der Strecke des Grabens 25 Brücken und Überführungen, 12 Ablaufwehre für Hochwasser, eine Wasserüberleitung sowie 40 Schotter- und Sandfänge registriert.
In den vergangenen Jahrzehnten war der Plattner Graben ein fast vergessenes technisches Denkmal. Trotz einer 1926 bis 1929 erfolgten Erneuerung war er infolge Einstellung des Bergbaus verwachsen, versandet und stellenweise vom Moor verschlungen. 1980 wurde der Plattner Graben in das staatliche Verzeichnis liegender Kulturdenkmäler aufgenommen. Von 1995 bis 2001 erfolgte die letzte Sanierung, eine über 22 Millionen Kronen teure Rekonstruktion, wobei das Wasserbett mit Eichenbrettern und Fichtenpfählen befestigt wurde.
Im Zuge der Ernennung der UNESCO-Welterbe-Montanregion Erzgebirge ist der Plattner Kunstgraben eines von fünf Bestandteilen im tschechischen Erzgebirge.
Der Grabenweg wurde als Lehrpfad mit 24 dreisprachigen Informationstafeln gestaltet.
Seit dem Frühjahr 2021 lässt die staatlichen Gesellschaft  Povodí Ohře, der Besitzer des Grabens, diesen auf einer Länge von 11.675 km komplett rekonstruieren.

## Der Zinnbergbau
Die im Plattner Granit auftretenden gangförmigen Zinngreisen waren schon frühzeitig Ziel des Bergbaues im Gebiet. Schon um 1380 soll es am Ziegenbach (Kozi Potok) erste Seifen gegeben haben. Neben den Sedimenten wurden auch die verwitterten Gangausbisse gewonnen. Die Mächtigkeiten der Zinn führenden Ablagerungen betrugen bis acht Meter.
Der Beginn des Bergbaus wird auf das Jahr 1532 datiert. Belegt ist er für den nordwestlich von Platten gelegenen Hirschberg (Jelení hora). Am ca. einen Kilometer von Platten entfernt gelegenen Nordhang des Berges waren 10 steil stehende Nordwest streichende Greisengänge Ziel des Bergbaus.
Das Pochwerks-Erz (auch Zwitter genannt, i. d. R. greisenisiertes Granit mit Zinnstein-Einschlüssen) wurde zertrümmert und anschließend zwischen den Steinen der Erzmühlen zu feinem Mehl gemahlen (davon zeugt die deutsche Bezeichnung des Ortes Háje: Zwittermühl). Das manuelle Zertrümmern wurde später durch Stampfer trockener Pochwerke ersetzt. Zu Beginn des 16. Jahrhunderts (seit 1512 in Altenberg, seit 1525 in Schlaggenwald/Horní Slavkov) trat anstelle der bisherigen Mühlen und Trockenpochwerke der sogenannte Nassprozess, bei dem das durch die Pochwerke zertrümmerte Erz mit Wasser umspült wurde, das den feinen Mull auf die Aufbereitungswaschherde transportierte, wo sich der schwerere Zinnstein von dem leichten Blindschlamm absonderte. Durch sukzessives und wiederholtes Auswaschen unter ständiger Abscheidung entstand in den Waschherden ein Zinnsteinkonzentrat, das verhüttet werden konnte.
An anderen Stellen wurden in den Aufschwemmungen Schächte geteuft, vor allem im Winter, wenn der Frost das bindige Gestein festigte, so dass die Erzreiche fast als Primärlagerstätte lagen. Das Fördergut wurde dann im Frühjahr verarbeitet (in der Umgebung von Streitseifen/Podlesí und Seifen/Ryžovna). Tertiäre Aufschwemmungen, die durch spätere Eruptionsmassen überdeckt wurden, wurden ebenfalls fast als Primärlagerstätte gefördert (in Hengstererben/Hřebečná und bei Gottesgab). Schließlich arbeitete man auch mit der sogenannten Wandförderungstechnik, bei der z. B. der verteilte Ausbiss einer Primärlagerstätte gefördert wurde, indem durch manuelles Hacken unter ständiger Wasserzufuhr erzhaltiges Gestein abgeschwemmt wurde von der Wand, die quer über den Hang wie eine große Treppenstufe lag.
Bei all diesen Abbauarten bestand das Hauptziel darin, von der Aufschwemmung oder der Seife die große erzlose Fraktion (Schotter, Kieselsteine) und den feinen und leichten Schlamm zu eliminieren. Dabei wurde in gezielt ausgegrabenen Vertiefungen, vor eingelegten Trennwänden usw. das schwerere arme Konzentrat aufgefangen, das dann die Zinnwäscher in den Waschherden – wie das Produkt der Pochwerke – weiterverarbeiteten. Einfluss auf das Ergebnis der Zinnwäsche sowie die Wirtschaftlichkeit der Aufbereitungsanlagen hatte – außer dem eigentlichen Metallgehalt des verarbeiteten Förderguts oder der Aufschwemmung – vor allem die Wassermenge, die zur Verfügung stand, da diese über die Menge menschlicher Arbeit entschied, die in den Prozess eingebracht werden musste. Deshalb hatte der Bau des Plattner Grabens für die Plattner Zinnherstellung eine solche Bedeutung und dessen Erhaltung wurde deshalb ständig große Aufmerksamkeit geschenkt.